# Восканян, Тарон Генрихович
Таро́н Ге́нрихович Восканя́н (арм. Տարոն Հենրիկի Ոսկանյան; 22 февраля 1993, Ереван, Армения) — армянский футболист, защитник клуба «Пюник» и национальной сборной Армении.

## Клубная карьера
Воспитанник футбольной школы «Пюник». Принцип руководства клуба, заключается в выращивании своих талантов. Проявившись в младших командах, дать шанс проявиться в основной команде. Как большинство воспитанников клуба, Восканян проследовал по данному пути, начав свой профессиональный путь с молодёжной команды. В составе «Пюник-2» провёл 8 матчей в первенстве Первой лиги сезона 2010. Тут же последовало повышение, и со следующего сезона Восканян играл исключительно за основную команду в Премьер-лиге. С первых туров Восканян был в заявках на матчи Премьер-лиги, выход на поле состоялся лишь спустя месяц, после начала чемпионата. Дебют состоялся 2 апреля 2011 года в гостевой игре против «Улисса». Восканян провёл в 90 минут, а игра завершилась со счётом 0:1.

## Карьера в сборной
Будучи игроком основной команды «Пюника» был приглашён в ряды юношеской сборной до 19 лет, в которой впервые появился 21 октября 2011 года против ровесников из Словакии. Впоследствии Восканян провёл ещё несколько игр.
Являясь игроком юношеской сборной, стал привлекаться в молодёжную сборную с июня 2012. Дебютировал в первой же игре, после приглашения, 12 июня в матче против Андорры. Игра получилась триумфальной. Сборная победила на классе, разгромив соперников 4:1. Автором второго мяча стал Восканян. Позже Восканян вновь сыграл за молодёжку, а спустя месяц был приглашён в стан национальной сборной Армении, на матч против итальянской сборной. Дебют не заставил себя долго ждать и в следующей игре, 14 ноября против Литвы, Восканян вышел на поле вместо Роберта Арзуманяна, заменив его на 29 минуте. Матч завершился победой Армении — 4:2.

## Достижения
- Серебряный призёр чемпионата Армении: 2011
- Обладатель Кубка Армении: 2013, 2014
- Обладатель Суперкубка Армении: 2011

## Статистика
Данные на 28 октября 2012
| Клуб             | Сезон            | Чемпионат | Чемпионат | Кубки | Кубки | Еврокубки | Еврокубки | Всего | Всего |
| Клуб             | Сезон            | Матчи     | Голы      | Матчи | Голы  | Матчи     | Голы      | Матчи | Голы  |
| ---------------- | ---------------- | --------- | --------- | ----- | ----- | --------- | --------- | ----- | ----- |
| Пюник-2          | 2010             | 8         | 0         | -     | -     | -         | -         | 8     | 0     |
| Всего            | Всего            | 8         | 0         | —     | —     | —         | —         | 8     | 0     |
| Пюник            | 2011             | 22        | 0         | 3     | 0     | 1         | 0         | 26    | 0     |
| Пюник            | 2012/13          | 23        | 2         | 0     | 0     | 2         | 0         | 25    | 1     |
| Всего            | Всего            | 45        | 2         | 3     | 0     | 3         | 0         | 51    | 2     |
| Всего за карьеру | Всего за карьеру | 53        | 2         | 3     | 0     | 3         | 0         | 59    | 2     |

| № | Дата           | Оппонент | Счёт | Голы Восканяна | Соревнование      |
| 1 | 14 ноября 2012 | Литва    | 4:2  | —              | Товарищеский матч |

Итого: 1 матч / 0 голов; 1 победа, 0 ничьих, 0 поражений.
(откорректировано по состоянию на 14 ноября 2012 года)